# باودر
باودر (به فرانسوی: Baudre) یک کمون (فرانسه) در فرانسه است که در canton of Saint-Lô-Est واقع شده‌است. باودر ۳٫۸۱ کیلومتر مربع مساحت دارد ۷۰ متر بالاتر از سطح دریا واقع شده‌است.